# Shorea altopoensis
Shorea altopoensis är en tvåhjärtbladig växtart som beskrevs av Jean Baptiste Louis Pierre. Shorea altopoensis ingår i släktet Shorea och familjen Dipterocarpaceae. Inga underarter finns listade i Catalogue of Life.